# Pedro Sabando
Pedro Feliciano Sabando Suárez (Gijón, 13 de mayo de 1941) es un  político español, consejero de Sanidad de la Comunidad de Madrid entre 1987 y 1995.
Es doctor en Medicina y Cirugía. Se formó en el Servicio de Reumatología de la Fundación Jiménez Díaz, junto a su primer Jefe el Doctor Pedro Fernández del Vallado. Fue médico asistente extranjero de los hospitales de París por la Faculté de Medicine Paris-Lariboisière-Saint Louis Université de Paris VII. Fue jefe del Servicio de Reumatología del hospital de la Princesa de Madrid. Profesor de Reumatología en la Facultad de Medicina de la Universidad Autónoma de Madrid.

## Carrera política
Como político es Militante del Partido Socialista Obrero Español y de la Unión General de Trabajadores, fue secretario general de la Federación de Sanidad de UGT-Madrid entre 1978 y 1980. Tras la victoria socialista en las Elecciones Generales de 1982 fue nombrado Subsecretario de Sanidad y Consumo, cargo que mantuvo hasta 1985. Fue elegido diputado por Madrid en 1986. A partir de 1987 desempeñó sus funciones como consejero de Sanidad de la Comunidad de Madrid, finalizando en 1995 debido a la victoria electoral del Partido Popular.
Diputado de la Asamblea de Madrid (1991-2007) y  senador designado por la Comunidad de Madrid entre 2000 y 2004. Entre 1994 y 1997 fue vicesecretario general de la Federación Socialista Madrileña.
Fue portavoz del Partido Socialista Obrero Español de la Comunidad de Madrid  (PSM-PSOE) en la Asamblea de Madrid (2000-2003) y Presidente de dicho partido (2000-2007).